# San Juan Bautista Tuxtepec
Tuxtepec é uma cidade do estado de Oaxaca, no México. É a segunda cidade mais importante do estado com uma população de 94.209 habitantes, de acordo com o II censo da população e Habitação de 2005 do INEGI. O município tem uma área de 933.9|km², o que representa 0,979% do total do estado. Situa-se na região do rio Papaloapan, ao norte do estado, a uma altura de 20 metros ao nível do mar; o município é cercado pelas águas pelo rio de Papaloapan, o emblema da cidade. 
Limita o norte com o estado de Veracruz e o município de San Miguel Soyaltepec, e o sul com Santiago Jocotepec e Loma Bonito, a oeste com José Chiltepec, Santa Maria Jacatepec, San Lucas Ojitlán e a leste com Bonita do Monte. 
Fica situada a uma distância de 157 quilômetros do Porto de Veracruz, a 208 quilômetros da cidade de Oaxaca de Juárez a capital de estado, e de uma distância aproximada de 500 quilômetros da Cidade de México. A cidade é cosmopolita, é o centro urbano principal da região da bacia do rio do Papaloapan, sendo que possui boa uma agricultura, pecuária, atividade industrial e comercial; transformando-se em um  ponto da convergência das atividades dos estados de Oaxaca, de Veracruz e de Puebla, conta com uma variedade grande de serviços, eventos, organizações e centros da educação.

## Cidades-irmãs
- Huamantla, México.
- Tlacotalpan, México.
- Tierra Blanca, México.
- Havana, Cuba.